# Bernd Sibler

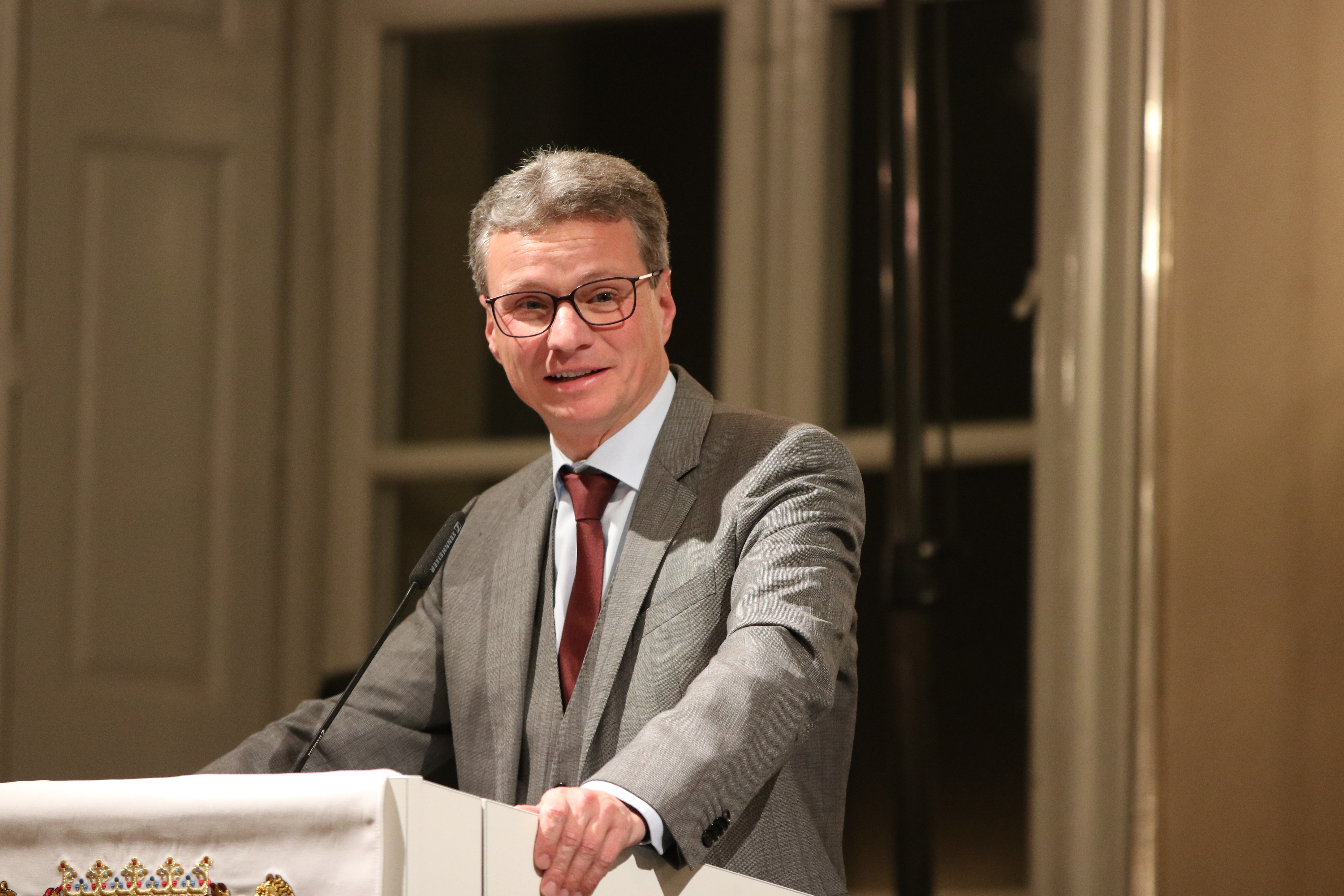
Bernd Sibler (2019)

Bernd Sibler (* 19. Februar 1971 in Straubing) ist ein deutscher Politiker (CSU). Von 1998 bis 2022 war er Mitglied des Bayerischen Landtags. Er war von März 2018 bis November 2018 Bayerischer Staatsminister für Unterricht und Kultus und von November 2018 bis Februar 2022 Bayerischer Staatsminister für Wissenschaft und Kunst. Im Mai 2022 wurde Sibler zum Landrat des Landkreises Deggendorf gewählt. Seit November 2024 ist er Präsident des Bayerischen Musikrats.

## Leben

### Ausbildung und Beruf
Bernd Sibler studierte nach seinem Abitur am Comenius-Gymnasium Deggendorf von 1990 bis 1995 Deutsch und Geschichte für das Lehramt an Gymnasien an der Universität Passau. Nach seinem Referendariat von 1995 bis 1997 am Adalbert-Stifter-Gymnasium in Passau war er bis 1998 Lehrer am Robert-Koch-Gymnasium in Deggendorf.

### Partei
Sibler trat 1989 der CSU bei. Seit 2009 ist er Mitglied im CSU-Parteivorstand und seit 2011 stellvertretender Bezirksvorsitzender der CSU Niederbayern.
Im CSU-Ortsverband Plattling war Sibler von 1991 bis 1997 stellvertretender Ortsvorsitzender, anschließend bis 2005 Ortsvorsitzender, danach bis 2011 wieder stellvertretender Ortsvorsitzender. Von 1999 bis 2015 war er stellvertretender Vorsitzender der CSU im Landkreis Deggendorf. Seit 2015 ist er Vorsitzender des CSU-Kreisverbands Deggendorf. Zuletzt wurde er im September 2021 mit beinahe 100 Prozent in diesem Amt bestätigt.
Von 1989 bis 2007 war Sibler Mitglied der Jungen Union (JU). Im JU-Ortsverband Plattling war er von 1991 bis 1995 Vorsitzender, anschließend bis 2007 Mitglied des Vorstands. Im JU-Kreisverband Deggendorf war er von 1993 bis 1999 Vorsitzender, anschließend bis 2007 Vorstandsmitglied. Von 1999 bis 2007 war er außerdem stellvertretender Vorsitzender der JU im Bezirk Niederbayern.

### Abgeordneter
Bei der parteiinternen Direktkandidatenaufstellung zur Landtagswahl in Bayern 1998 im Stimmkreis Deggendorf (Wahlkreis Niederbayern) setzte sich Sibler gegen den bisherigen CSU-Abgeordneten Hans Wallner durch und zog in den Bayerischen Landtag ein.
2003 verteidigte er sein Direktmandat im Landtag und war dort von 2005 bis 2007 Vorsitzender der Enquete-Kommission „Jungsein in Bayern – Zukunftsperspektiven für die kommenden Generationen“.
Im Landtag der Legislaturperiode 2008 bis 2013 wurde er zum Vorsitzenden des Ausschusses Hochschulen, Forschung und Kultur im Bayerischen Landtag und des Landesdenkmalrates gewählt.
Auch bei der Landtagswahl in Bayern 2013 verteidigte er sein Direktmandat und setzte sich mit 56,0 % der Erststimmen durch.
Bei der Landtagswahl in Bayern am 14. Oktober 2018 gewann er erneut sein Direktmandat mit 48,19 Prozent für den Stimmkreis Deggendorf und holte damit eines der besten Ergebnisse bayernweit.
Nach seiner Wahl zum Landrat legte er am 19. Mai 2022 sein Landtagsmandat nieder, da ein Landrat nicht Mitglied des Landtags sein darf. Ebenso gab er mit der Wahl zum Landrat seine Mitgliedschaften im Stadtrat in Plattling und im Kreisrat im Landkreis Deggendorf, denen er ab 1996 angehört hatte, auf.

### Bayerische Staatsregierung
Vom 16. Oktober 2007 bis 29. Oktober 2008 war Bernd Sibler im Kabinett Beckstein Staatssekretär im Staatsministerium für Unterricht und Kultus.
Am 3. November 2011 wurde er von Horst Seehofer als Nachfolger Thomas Kreuzers zum Staatssekretär im Staatsministerium für Unterricht und Kultus berufen.
Nach der Landtagswahl in Bayern 2013 wurde er Staatssekretär im Bayerischen Staatsministerium für Bildung und Kultus, Wissenschaft und Kunst.
Am 21. März 2018 wurde Sibler von Markus Söder als Staatsminister für Unterricht und Kultus in das Kabinett Söder I berufen.
Vom 12. November 2018 bis zum 23. Februar 2022 gehörte er als Bayerischer Staatsminister für Wissenschaft und Kunst dem Kabinett Söder II an. Als erster Kunstminister in Bayern richtete er einen eigenen Ansprechpartner im Ministerium für die freie Kunstszene ein, um die Kommunikation direkter zu gestalten. Während der COVID-19-Pandemie setzte sich Sibler für ein umfangreiches Hilfspaket für Kunst und Kultur in Bayern und im Bund ein und suchte den Dialog mit der Szene, zum Beispiel bei den Veranstaltungen der Initiative „Aufstehen für Kultur“.

### Landrat
Die Wahl zum Landrat des Landkreises Deggendorf am 15. Mai 2022 entschied Bernd Sibler mit 52,84 Prozent der abgegebenen Stimmen für sich. Er folgt im Amt auf Christian Bernreiter, der im Februar 2022 bayerischer Bau- und Verkehrsminister geworden war. Sibler wurde am 20. Mai 2022 vereidigt. Wegen der außerplanmäßigen Wahl läuft seine Amtszeit bis zu den nächsten Kommunalwahlen 2026.

### Soziales Engagement
Sibler war vom 30. Juni 2017 bis 31. Dezember 2020 Vorsitzender des Bezirksverbandes Niederbayern/Oberpfalz des Bayerischen Roten Kreuzes (BRK). Er ist Vorsitzender des BRK-Kreisverbandes Deggendorf und seit 19. Juni 2021 2. stellvertretender Vorsitzender des BRK-Bezirksverbandes Niederbayern/Oberpfalz, nachdem er seine langjährige Tätigkeit als BRK-Bezirksvorsitzender aufgrund eines Beschlusses der Bayerischen Staatsregierung zu Ehrenämtern von Kabinettsmitgliedern beenden musste.
Sibler ist Vorsitzender des Fördervereins DONUM VITAE Deggendorf und Mitglied im Stiftungsrat der BFV-Sozialstiftung, einer Stiftung des Bayerischen Fußball-Verbandes. Darüber hinaus macht er sich ehrenamtlich als stellvertretender Landesvorsitzender des Bayernbundes sowie als Protektor des Bayerischen Trachtenverbandes für die Pflege der bayerischen Kultur und des bayerischen Brauchtums stark.
Er ist Botschafter der Leukämiehilfe Ostbayern e. V. Für den Verein nahm er mehrfach am Leukämielauf Regensburg teil, einer Wohltätigkeitsveranstaltung zugunster krebskranker Menschen.

### Privates
Sibler ist verheiratet und Vater von zwei Söhnen.
Er ist römisch-katholisch. Seit 2009 ist er Mitglied der katholischen Studentenverbindung KDStV Aenania München im CV.

## Kritik
2013 gerieten bei der Verwandtenaffäre zahlreiche Abgeordnete verschiedener Fraktionen im Bayerischen Landtag in die Kritik, darunter auch Sibler. Sie hatten nach dem grundsätzlichen Verbot, nahe Verwandte oder Ehepartner auf Kosten der Staatskasse als Mitarbeiter einzustellen, von einer Übergangsregelung für „Altfälle“ Gebrauch gemacht und weiterhin Angehörige beschäftigt. Die Kritik führte dazu, dass seit dem 1. Juni 2013 die Beschäftigung von Familienmitgliedern bis zum vierten Verwandtschaftsgrad unzulässig ist. Sibler hatte zunächst Ende der 1990er Jahre seine Mutter angestellt. Im Jahr 2000 hatte er seine Frau angestellt und das Arbeitsverhältnis 2007, als er zum Staatssekretär berufen wurde, beendet. Als dies in den Medien thematisiert wurde, bedauerte er die Beschäftigungsverhältnisse im Internet.
Während der COVID-19-Pandemie geriet Sibler mehrfach wegen Verstoß gegen Maßnahmen in die Kritik: Im Dezember 2020 aß er zusammen mit fünf Landtagsabgeordneten in der Kantine des Bayerischen Landtags an einem Tisch, wofür ein Zwangsgeld verhängt wurde. Im Februar 2021 hatte er in seinem Hausgarten von vier Personen aus vier unterschiedlichen Haushalten gleichzeitig Gratulationen zu seinem fünfzigsten Geburtstag entgegengenommen, weshalb das Landratsamt Deggendorf ein Bußgeld von 500 Euro verhängte. Außerdem soll Sibler am 5. April 2021 gegen das Abstandsgebot verstoßen haben.